# Thomas Bradwardine
Thomas Bradwardine (c. 1290 - 1349) foi um filósofo e bispo católico inglês do século XIV, procurador da Universidade de Oxford e precursor da investigação científica e da introducção das matemáticas como método fundamental para isso, seguindo a línea criada por Robert Grosseteste. Bradwardine é considerado como um dos membros mais destacados da Escola Franciscana de Oxford.

## Biografia
Bradwardine nasceu em Chichester perto do ano 1290. Em 1325 foi nomeado procurador na Universidade de Oxford e em 1348 Arcebispo de Cantuária. Morreu em 1349.

## Pensamento

### Lógica
Os seus trabalhos lógicos tiveram uma importante influência em João Buridan. Na atualidade têm sido estudados por Arthur Prior e Jim Carlyle. O seu trabalho sobre o Paradoxo do mentiroso tem sido estudado mais recentemetne por Paul Spade e Steven Read.
A contribução de Bradwardine ao estudo do espaço vazio e a sua relação com Deus tem sido estudada por Edward Grant, na sua obra Much Ado about Nothing (Cambridge University 1981. Digitaly printed version, 2008) destacando a influência da sua obra De causa Dei (Sobre a causa de Deus) neste tema.

### O conceito de função
Se é claro que o conceito de função matemática não se estabelece de maneira definitiva até o século XVII, não se pode ignorar que já antigamente, sobretudo na escolástica do século XIV, usava-se o conceito de relação variável entre quantidades diversas mediante a confecção de tábuas.
De especial relevância na formação do conceito estão os trabalhos da Escola Franciscana de Oxford e em especial de Bradwardine na sua obra do Tractatu de proportionibus velocitatum (tratado das proporções da velocidade) em relação co'a régua que determina a dependência entre a força de resistência e a velocidade dum corpo quando a força varia em relação co'a resistência.
Segundo o autor, «quando a força é maior que a resistência, a velocidade depende dos cocientes de ambas magnitudes, e quando é igual ou menor não se produze movimento». Para esta conclusão Bradwardine utilizava a ideia de proporção, deixando de lado o término tradicional escolástico de «comparação». Desta forma considerava que elevando ao quadrado o cociente da força e a resistência, se produze uma duplicação da velocidade, e ao contrário.
Estas ideias foram seguidas e investigadas por João Buridan, Nicolas de Oresme e outros autores medievais, ainda que não foram realmente elaboradas no seu sentido pleno matemático e de cálculo até o século XVII. Sem embargo, desenvolveram uma «casuística lógica na física», como assinala Anneliese Maier.
Devemos ter em conta as possibilidades de cálculo que tinham na sua época, já que foram pioneiros, e os seus métodos eram ainda muito limitados antes do desenvolvimento da álgebra no século XVI.

### Técnicas da memória
No seu De memoria artificiali (Sobre a memória artificial) (c. 1335), Bradwardine realiza um estudo da memória a través do uso de réguas mnemotécnicas, organização de experiências e réguas para a evocação das lembranças assim como para a associação e invenção de ideias, pondo em questão os exercícios e práticas de memória que se faziam no seu tempo.

### Teologia
O seu conceito de Deus não passa de ser o normal na escolástica medieval, se não fosse pelo seu interesse en introduzir na teologia a sua tendência matemática.
Seguindo a tradição de agostiniana de Deus como ser perfeito, não apresenta nenhum problema em relação aos seus atributos. Mas em referência à acção de Deus no mundo, como causa eficiente, e sobre o postulado da impossibilidade da infinitude de série causal, considera que inclusive os atos livres dos homens dependem da voluntade de Deus.
Deus pode determinar necessariamente toda voluntade criada. Para que o ato seja livre é suficiente que o ato não esteja determinado pelas causas segundas, mas não é possível que não esteja submetido necessariamente à Causa Primeira.
Estas ideias tiveram eco na sua época e junto com os movimentos reformadores do franciscanismo da época parece que puderam ter influência no pensamento de John Wycliffe, e isto lhe refere históricamente co'o movimento husita e antecedente da Reforma Protestante.

## Obras
- De arithmetica speculativa (Sobre a aritmética especulativa).
- De arithmetica practica (Sobre a aritmética prática).
- De geometria speculativa (Sobre a geometria especulativa).
- De continuo (Sobre o contínuo).
- Tractatus de proportionibus velocitatum (tratado das proporções da velocidade).
- De velocitate mottum (Sobre a velocidade do movimento).
- Tabulae astronimicae (Tábuas astronómicas).
- De memoria artificiali (Sobre a memória artificial).
- De causa Dei (circa 1335) (Sobre a causa de Deus) - Provavelmente a sua obra mais importante.